# Izvoru (gmina Tisău)
Izvoru – wieś w Rumunii, w okręgu Buzău, w gminie Tisău. W 2011 roku liczyła 282 mieszkańców.